# Medal Ministerstwa Sprawiedliwości dla Zmarłych na Służbie
Medal Ministerstwa Sprawiedliwości dla Zmarłych na Służbie (duń. Justitsministeriets Medalje for Omkomne i Tjeneste, skr. Jum.M.F.) – duńskie cywilne odznaczenie ustanowione 12 kwietnia 2019, przyznawane przez ministra sprawiedliwości osobom pracującym dla wymiaru sprawiedliwości, zmarłym podczas pełnienia obowiązków służbowych, a wręczany jest najbliższej rodzinie odznaczanego.
W duńskiej kolejności starszeństwa odznaczeń znajduje się obecnie (na listopad 2021) za Medalem Obrony dla Poległych na Służbie, a przed Odznaką Honorową Orderu Danebroga.
Administracją medalu zajmuje się Ministerstwo Sprawiedliwości.
Odznaka ma formę medalu i wykonywana jest ze srebra. Na awersie znajduje się korona o kształcie znanym z logo ministerstwa, otoczona napisem „JUSTITSMINISTERIET” (pol. MINISTERSTWO SPRAWIEDLIWOŚCI). Na rewersie umieszczany jest wieniec dębowy, a w jego wnętrzu napis „OMKOMMET I TJENESTE” (ZMARŁ NA SŁUŻBIE), imię i nazwisko odznaczanego i rok poniesionej śmierci. Medal mocowany jest do wiązanej w pięciokąt białej wstążki z jednym szerszym i dwoma węższymi granatowymi paskami wzdłuż środka.